# The Final Album
The Final Album (sottotitolato The Ultimate Best Of) è un album di raccolta del gruppo musicale tedesco Modern Talking, pubblicato nel 2003.

## Tracce
1. You're My Heart, You're My Soul – 3:15
2. You Can Win If You Want – 3:46
3. Cheri, Cheri Lady – 3:45
4. Brother Louie – 3:41
5. Atlantis Is Calling (S.O.S. for Love) – 3:48
6. Geronimo's Cadillac – 3:16
7. Give Me Peace On Earth – 4:12
8. Jet Airliner – 4:21
9. In 100 Years – 3:57
10. You're My Heart, You're My Soul '98 – 3:49
11. Brother Louie '98 – 3:35
12. You Are Not Alone (Video Version) – 3:23
13. Sexy Sexy Lover (Vocal Version) – 3:33
14. China In Her Eyes (Video Version) – 3:09
15. Don't Take Away My Heart (New Vocal Version) – 3:54
16. Win the Race (Radio Edit) – 3:35
17. Last Exit to Brooklyn – 3:16
18. Ready for the Victory (Radio Version) – 3:31
19. Juliet – 3:37
20. TV Makes the Superstar – 3:44